# Turismo en Nueva York

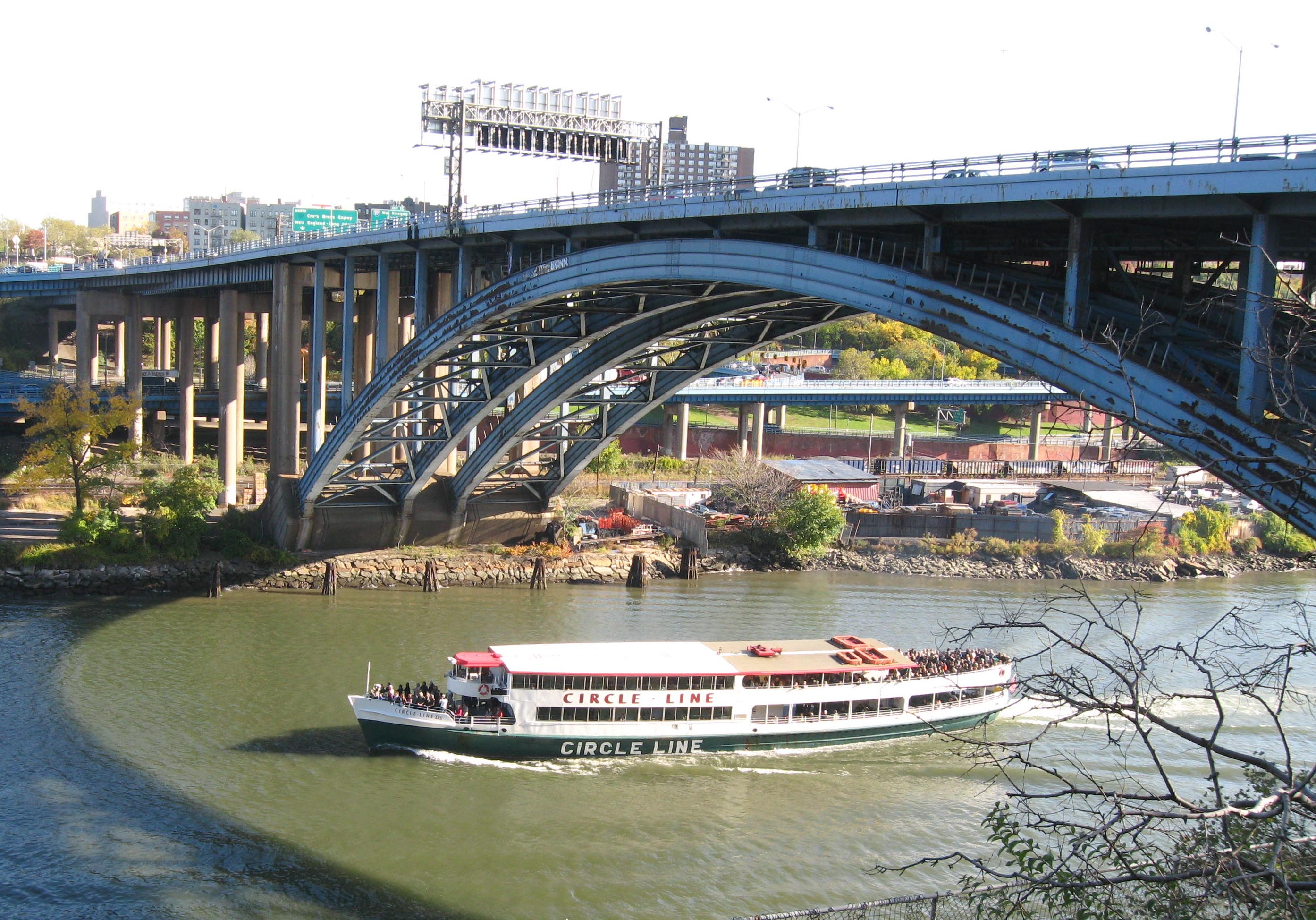
El Circle Line XVII recorriendo el Río Harlem.

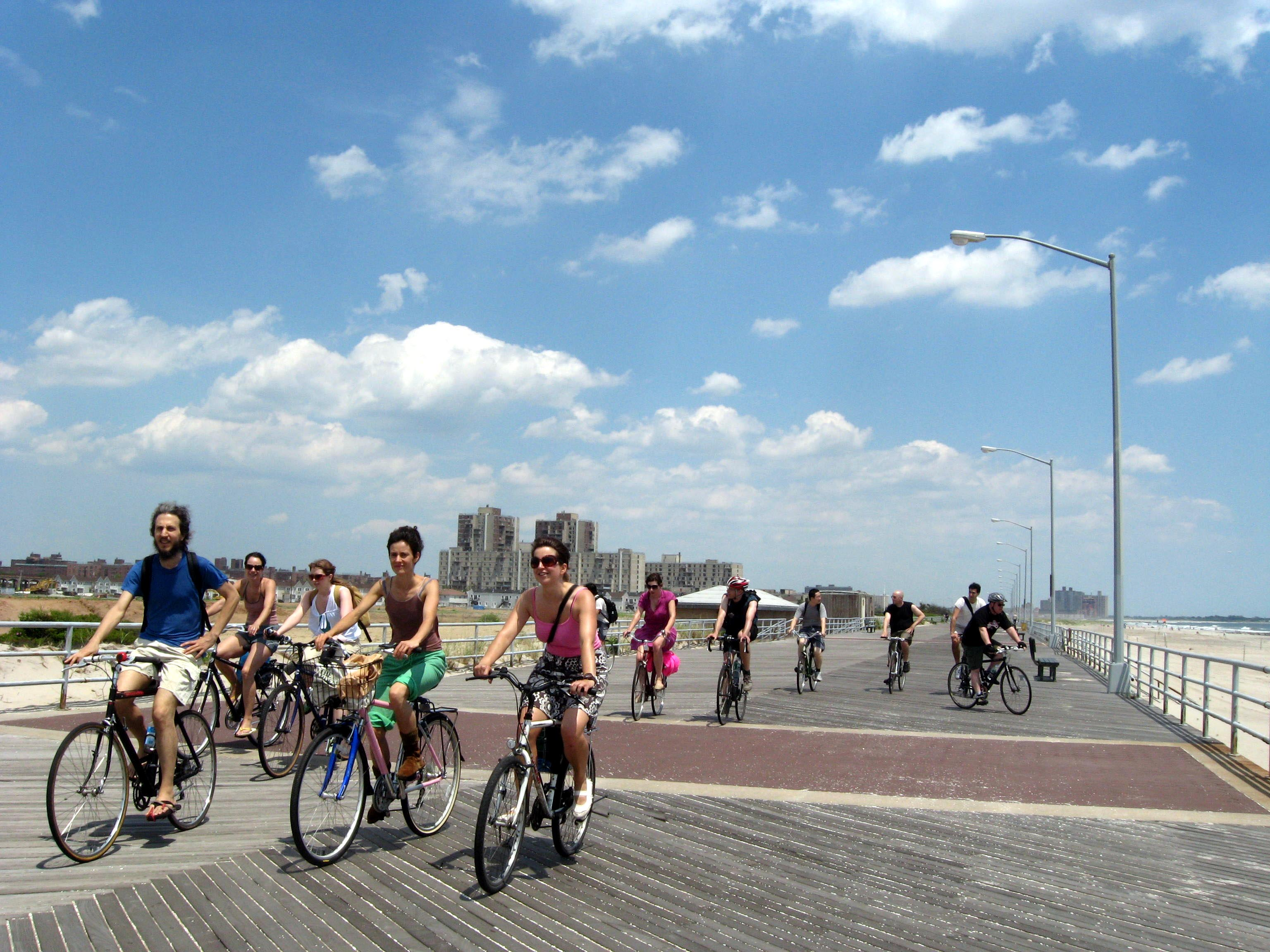
Visitantes europeos en la costa Rockaway.

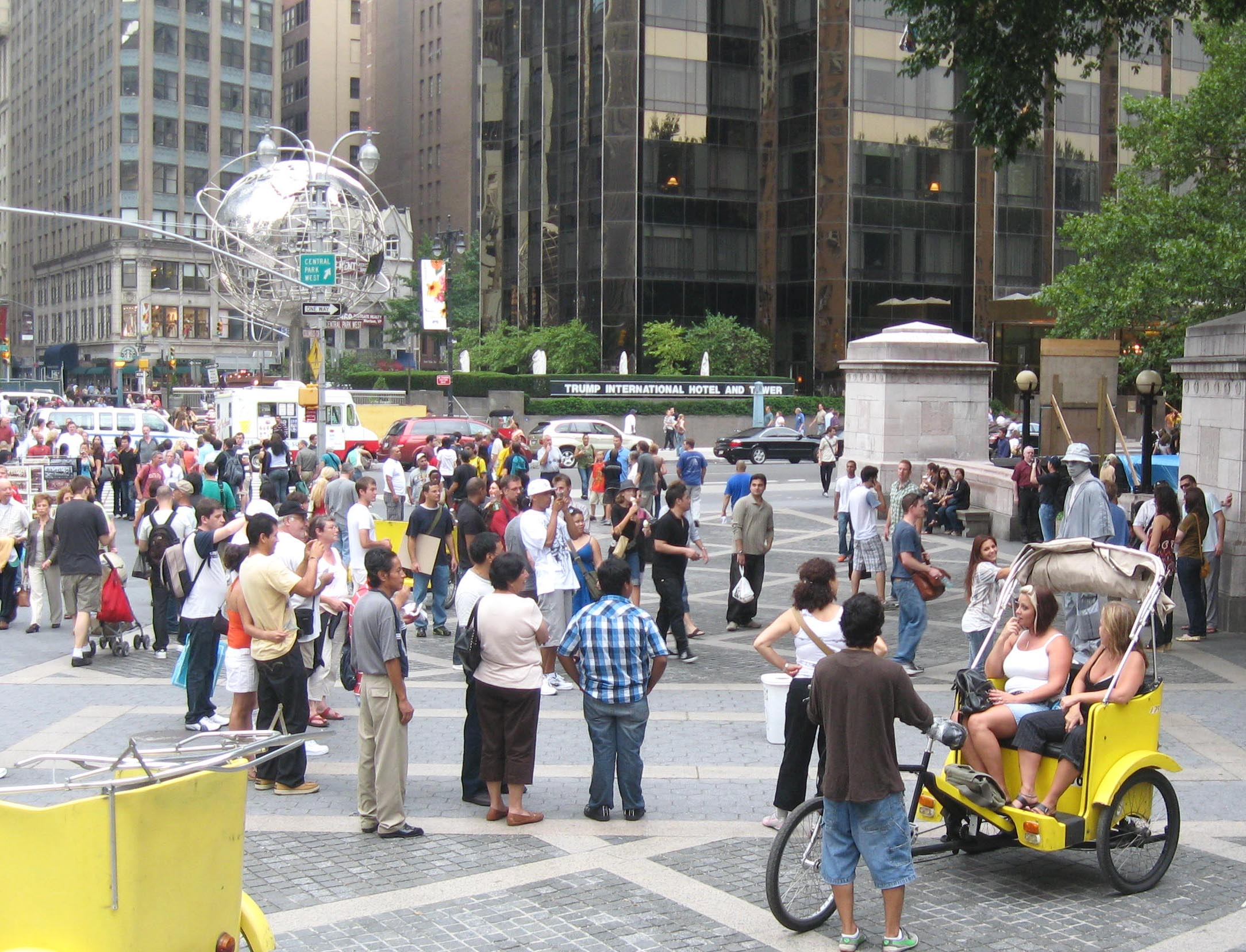
Turistas reuniéndose alrededor de un músico callejero en Columbus Circle.

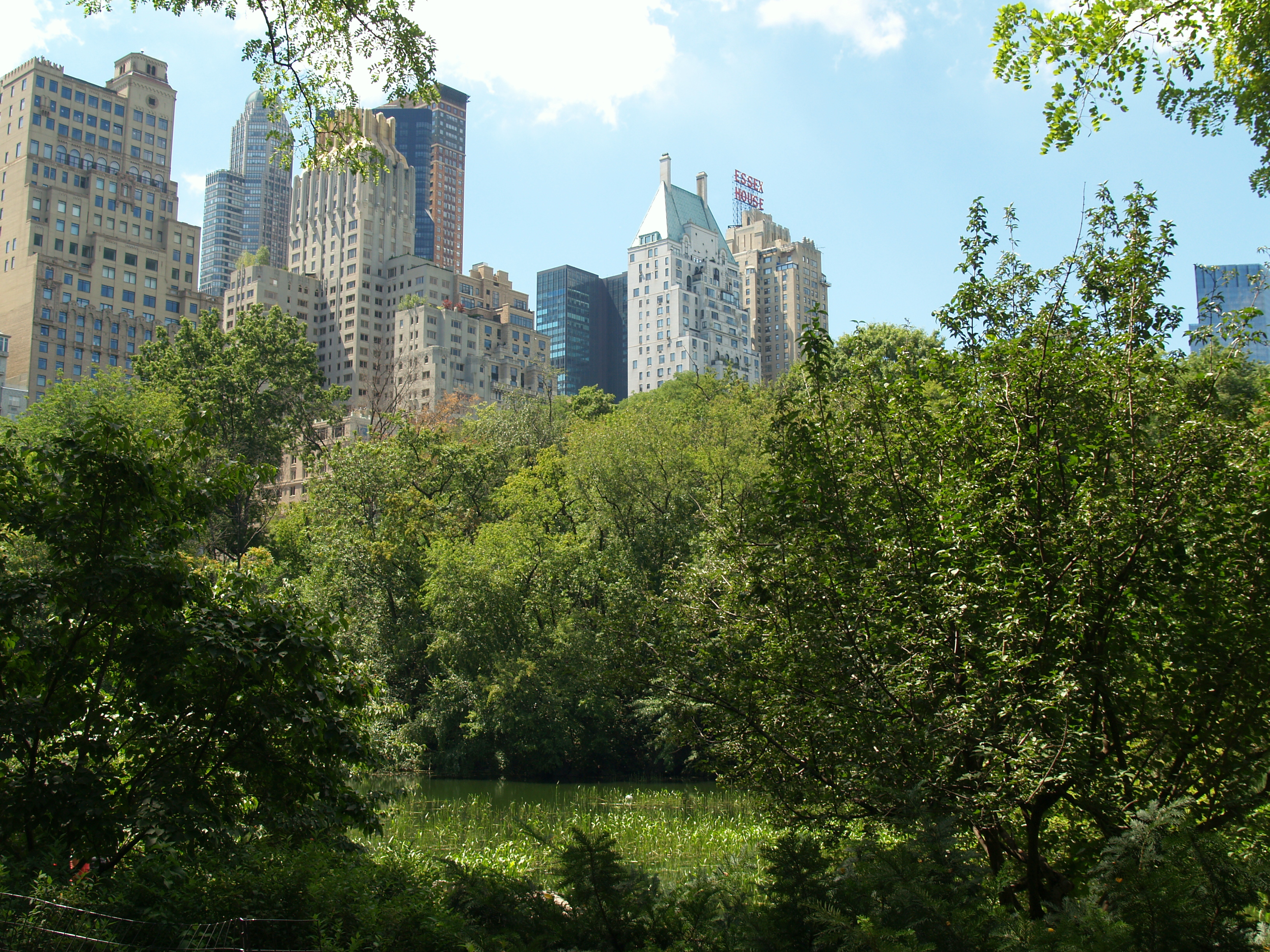
Vista desde Central Park de los edificios a lo largo del Sur del parque.

El turismo en la ciudad de Nueva York incluye casi 50 millones de turistas extranjeros y estadounidenses cada año. Los principales destinos incluyen el Edificio Empire State, la Isla Ellis, las producciones teatrales de Broadway, museos como el Museo Metropolitano de Arte, y otras atracciones turísticas como Central Park, Washington Square Park, Rockefeller Center, Times Square, el Zoológico del Bronx, South Street Seaport, el Jardín Botánico de Nueva York, las tiendas de lujo a lo largo de la Quinta Avenida y la Avenida Madison, y eventos como el Festival de cine de Tribeca, y espectáculos gratuitos en Central Park en Summerstage y el Teatro Delacorte. La Estatua de la Libertad es una importante atracción turística y uno de los iconos más reconocibles de Estados Unidos. Muchos enclaves étnicos de Nueva York, como Jackson Heights, Flushing y Brighton Beach son los principales destinos de compras para los estadounidenses de primera y segunda generación arriba y abajo de la Costa Este.
Nueva York tiene más de 110 km² de parques y 22 km de playas públicas. El Central Park de Manhattan, diseñado por Frederick Law Olmsted y Calvert Vaux, es el parque urbano más visitado de Estados Unidos. El Prospect Park de Brooklyn, también diseñado por Olmsted y Vaux, tiene unas 36 hectáreas de prado. El Flushing Meadows-Corona Park en Queens, el tercer parque más grande de la ciudad, fue el escenario de la Feria Mundial de 1939 y la Feria Mundial de 1964.
Hoy en día, las ferias y eventos callejeros, como el Halloween Parade en Greenwich Village y el Maratón de Nueva York, también atraen a los turistas.

## Industria
De acuerdo con NYC & Company (la organización oficial de mercadeo, turismo y sociedad en la ciudad de Nueva York), los principales países productores para los visitantes internacionales a Nueva York en 2005 fueron el Reino Unido (1,169,000), Canadá (815,000), Alemania (401,000), Japón (299,000), Italia (292,000), Francia (268,000), Irlanda (253,000), Australia (235,000), España (205,000), Grecia (148,000), y los Países Bajos (147,000).
Nueva York no tiene una temporada turística distinta. Con la excepción de los números elevados alrededor de Acción de Gracias, Navidad y Año Nuevo, las tasas de llegada de los visitantes son las mismas durante todo el año. Nueva York tiene una de las mejores tasas de ocupación hotelera en el país. Las llegadas se han mantenido relativamente altas, incluso después de la crisis económica mundial, debido a los fuertes descuentos y el valor agregado de precios.
NYC & Company, la convención oficial de la ciudad y la oficina de los visitantes, es dirigida actualmente por George Fertitta. Cuenta con oficinas en 14 países, incluyendo Argentina, Gran Bretaña, Francia, Alemania, Irlanda, Italia, México, Países Bajos, Rusia, España, Suecia, Japón, Corea y China. NYC & Company es la fuente oficial de estadísticas de turismo para la ciudad. El departamento de investigación desarrolla y distribuye información detallada sobre las estadísticas de los visitantes de Nueva York nacionales e internacionales y los monitores de impacto de la industria del turismo en la economía de Nueva York. El departamento también produce 14 publicaciones oficiales del marketing turístico de Nueva York que presentan información de los miembros de hoteles, museos, atracciones, teatros, tiendas, restaurantes, salas de reuniones, y proveedores de servicios.
Los autobuses turísticos de dos pisos y los barcos con guías turísticos llevan turistas a diferentes partes de Manhattan y a otros distritos, mientras que los bicitaxis y carruajes sirven a aquellos con un gusto por un servicio más personal. Los turistas más aventureros rentan bicicletas en las tiendas vecinales a lo largo del Hudson River Greenway o simplemente van a pie, que a menudo es la forma más rápida de moverse en los distritos comerciales congestionados y concurridos, y siempre es la mejor manera de apreciar la vida en la calle.
Muchos visitantes investigan su genealogía en sitios históricos de inmigración como la Isla Ellis y la Estatua de la Libertad. Otros destinos turísticos incluyen el Edificio Empire State, durante 41 años el edificio más alto del mundo después de su construcción en 1931, el Radio City Music Hall, hogar de The Rockettes, una variedad de espectáculos en Broadway, el Intrepid Sea-Air-Space Museum, que se encuentra en un portaaviones de la Segunda Guerra Mundial, y monumentos de la ciudad como Central Park, uno de los mejores ejemplares de arquitectura paisajista del mundo. Nueva York ha animado la compra turística eliminando su impuesto sobre las ventas de ropa y calzado.
El World Trade Center fue un importante destino turístico antes de los atentados del 11 de septiembre de 2001, los cuales devastaron la ciudad y su industria turística. Los turistas fueron escasos por meses, y le tomó dos años para recuperar sus números plenamente con menos turistas internacionales, pero había más turistas nacionales, debido en parte a un énfasis en el "turismo patriótico". El sitio del World Trade Center se convirtió en un lugar importante para visitar.
Estadísticas de Turismo de Nueva York
| Año  | Total de Visitantes (millones) | Visitantes Nacionales | Visitantes Internacionales | Total de Gastos de Visitantes (USD) |
| ---- | ------------------------------ | --------------------- | -------------------------- | ----------------------------------- |
| 1991 | 29.1                           | 23.6                  | 5.5                        | 10.1                                |
| 1995 | 28.5                           | 23.1                  | 5.4                        | 11.7                                |
| 1998 | 33.1                           | 27.1                  | 6.0                        | 14.7                                |
| 1999 | 36.4                           | 29.8                  | 6.6                        | 15.6                                |
| 2000 | 36.2                           | 29.4                  | 6.8                        | 17.0                                |
| 2001 | 35.2                           | 29.5                  | 5.7                        | 15.1                                |
| 2002 | 35.3                           | 30.2                  | 5.1                        | 14.1                                |
| 2003 | 37.8                           | 33.0                  | 4.8                        | 18.5                                |
| 2004 | 39.9                           | 33.8                  | 6.2                        | 21.1                                |
| 2005 | 42.6                           | 35.8                  | 6.8                        | 22.8                                |
| 2006 | 43.8                           | 36.5                  | 7.3                        | 24.71                               |
| 2007 | 46.0                           | 37.1                  | 8.8                        | 28.85                               |
| 2008 | 47.0                           | 37.5                  | 9.5                        | 32.1                                |
| 2009 | 45.6                           | 37.0                  | 8.6                        | 28.2                                |
| 2010 | 48.7                           | 39.0                  | 9.7                        | 31.0                                |
| 2011 | 50.9                           | 40.3                  | 10.6                       | 34.5                                |
| 2012 |                                |                       |                            |                                     |
| 2013 | 54                             |                       |                            |                                     |
| 2014 | 56.4                           |                       |                            |                                     |
| 2015 |                                |                       |                            |                                     |

## Tours de Interés Especial
Nueva York tiene una rica cultura musical e historia. En consecuencia, numerosos tours de jazz, gospel, rock and roll, y rhythm and blues están disponibles. Algunas sugerencias para tours musicales incluyen Harlem y East Village.
Los tours gastronómicos son otra opción para los visitantes. Nueva York es uno de los mejores destinos culinarios del mundo. La cultura gastronómica de Nueva York, influenciada por los inmigrantes de la ciudad y el gran número de clientes, es diversa. Los inmigrantes judíos e italianos hicieron famosa a la ciudad por los bagels, los pasteles de queso, y la pizza al estilo neoyorquino. Unos 4000 vendedores ambulantes de comida con licencia de la ciudad, la mayoría inmigrantes, han hecho a los alimentos del Medio Oriente, como el faláfel y los kebabs, alimentos de la calle actuales de Nueva York. La ciudad es también el hogar de muchos de los mejores restaurantes de alta cocina existentes en Estados Unidos. Los tours gastronómicos permiten a los visitantes probar una amplia variedad de alimentos y aprender sobre la cultura de la ciudad.
Los visitantes de Nueva York también participan en el turismo deportivo. Los eventos deportivos atraen a los turistas a los lugares más importantes como el Yankee Stadium, Citi Field, y el Madison Square Garden, y a eventos en las calles como el Maratón de Nueva York.
Nueva York es una de las capitales de cine más importantes del mundo, y los turistas visitan los escenarios de programas de televisión y películas como Seinfeld, Friends, Saturday Night Live, Breakfast at Tiffany's, Miracle on 34th Street, El Padrino y Taxi Driver.